# Bryce McGowens
Bryce Alexander McGowens (Pendleton, 8 de novembro de 2002) é um jogador norte-americano de basquete profissional que atualmente joga no Portland Trail Blazers da National Basketball Association (NBA) e no Rip City Remix da G-League.
Ele jogou basquete universitário pela Universidade do Nebraska e foi selecionado pelo Minnesota Timberwolves como a 40º escolha geral no draft da NBA de 2022.

## Carreira no ensino médio
McGowens jogou basquete na Wren High School em Piedmont, Carolina do Sul. Em seu segundo ano, ele teve médias de 26,3 pontos, 3,8 rebotes e três assistências e foi nomeado o Jogador do Ano da Região. Ele levou sua equipe a um vice-campeonato da Classe 4A Upper State. Em sua terceira temporada, McGowens marcou um recorde escolar de 65 pontos em uma vitória nos playoffs da Classe 4A. Em sua última temporada, McGowens mudou-se para o Legacy Early College em Greenville, Carolina do Sul e teve médias de 21,6 pontos, 4,7 rebotes e 3,1 assistências, ganhando o prêmio de Jogador do Ano da Carolina do Sul.

### Recrutamento
McGowens foi considerado um recruta de cinco estrelas pela 247Sports e Rivals e um recruta quatro estrelas pela ESPN. Em 10 de fevereiro de 2020, ele anunciou seu compromisso de jogar basquete universitário em Florida State. Em 8 de outubro de 2020, McGowens cancelou o compromisso. Em 13 de novembro de 2020, ele se comprometeu com a Universidade do Nebraska, tornando-se o recruta com a classificação mais alta na história da universidade e seu primeiro recruta de cinco estrelas.
| Nome | Cidade Natal                                         | High school / College     | Altura             | Peso           | Data                   |
| --- | ---------------------------------------------------- | ------------------------- | ------------------ | -------------- | ---------------------- |
| Bryce McGowens SG | Pendleton, SC                                        | Legacy Early College (SC) | 6 ft 6 in (1.98 m) | 175 lb (79 kg) | 13 de Novembro de 2020 |
| Bryce McGowens SG | Ratings: Rivals: 247Sports: ESPN: ESPN grade: 89/100 |                           |                    |                |                        |
| Rankings: Rivals: 29º \| 247Sports: 27º \| ESPN: 26º |                                                      |                           |                    |                |                        |
| - Nota: Em muitos casos, Scout, Rivals, 247Sports e ESPN podem entrar em conflito em suas listas de altura e peso, nestes casos, a média foi obtida. As notas da ESPN estão em uma escala de 100 pontos. - Fonte: |                                                      |                           |                    |                |                        |

## Carreira universitária

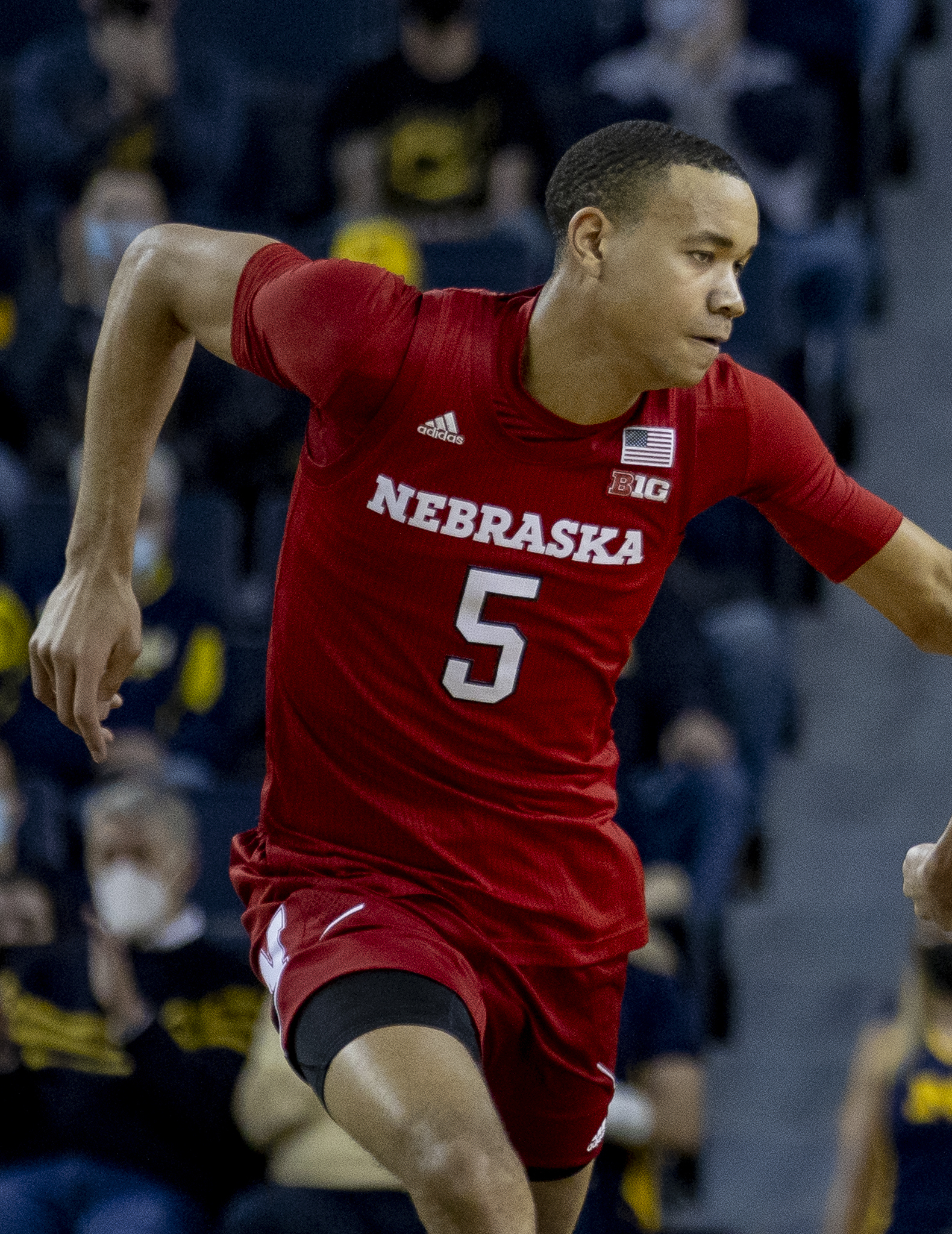
McGowens em Nebraska em 2022

Em sua estreia na universidade, McGowens marcou 25 pontos na derrota por 75-74 para Western Illinois em 9 de novembro de 2021. Em 1º de março de 2022, ele marcou 26 pontos na vitória por 78-70 contra Ohio State, mas sofreu uma lesão na mão que forçou ele a perder o jogo seguinte contra Wisconsin. McGowens foi nomeado para a Equipe de Novatos e para a Terceira-Equipe da Big Ten. Ele teve médias de 16,8 pontos, 5,2 rebotes e 1,4 assistências.
Em 21 de março de 2022, McGowens se declarou para o draft da NBA de 2022, abrindo mão de sua elegibilidade universitária restante.

## Carreira profissional

### Charlotte Hornets (2022–2024)
McGowens foi selecionado pelo Minnesota Timberwolves como a 40ª escolha geral no draft da NBA de 2022 antes de ser negociado para o Charlotte Hornets. Em 2 de julho de 2022, os Hornets anunciaram que havia assinado um contrato bilateral com McGowens. Sob os termos do acordo, ele dividiu o tempo entre os Hornets e seu afiliado da G-League, o Greensboro Swarm. Em 26 de fevereiro de 2023, o acordo de McGowens foi convertido em um contrato de vários anos pelos Hornets. McGowens foi dispensado pelos Hornets em 6 de julho de 2024.

### Portland Trail Blazers (2024–Presente)
Em 11 de julho de 2024, McGowens assinou um contrato de duas vias com o Portland Trail Blazers e seu afiliado da G-League Rip City Remix.

## Estatísticas da carreira

### NBA

#### Temporada regular
| Ano      | Equipe    | PJ  | PT | MPJ  | AP   | 3P   | LL   | RT  | AS  | BR | TO | PPJ |
| -------- | --------- | --- | -- | ---- | ---- | ---- | ---- | --- | --- | -- | -- | --- |
| 2022–23  | Charlotte | 46  | 7  | 17.1 | .396 | .325 | .750 | 2.0 | 1.2 | .3 | .1 | 5.3 |
| 2023–24  | Charlotte | 59  | 14 | 14.9 | .439 | .333 | .776 | 1.7 | .9  | .4 | .2 | 5.1 |
| Carreira | Carreira  | 105 | 21 | 16.0 | .417 | .329 | .763 | 1.8 | 1.0 | .3 | .1 | 5.2 |

### Universidade
| Ano     | Equipe   | PJ | PT | MPJ  | AP   | 3P   | LL   | RT  | AS  | BR | TO | PPJ  |
| ------- | -------- | -- | -- | ---- | ---- | ---- | ---- | --- | --- | -- | -- | ---- |
| 2021–22 | Nebraska | 31 | 31 | 33.3 | .403 | .274 | .831 | 5.2 | 1.4 | .7 | .3 | 16.8 |

## Vida pessoal
O irmão mais velho de McGowens, Trey, jogou basquete universitário em Pittsburgh antes de se transferir para Nebraska. Seu pai, Bobby, era um atleta de basquete e futebol americano em South Carolina State depois de jogar futebol americano em Clemson. A mãe de McGowens, Pam, jogava basquete no Western Carolina. Seus pais foram treinadores de basquete no ensino médio.